# Espinales
Espinales – formacja roślinna, występująca w strefie podzwrotnikowej, na obszarach o klimacie suchym, pozostającym w cieniu opadowym Andów (średni roczny opad 300-600 mm). Zespół przejściowy między lasem a zaroślami. Składa się z niskich, kolczastych drzew i krzewów. Formacji espinales nie należy mylić z nadrzecznymi lasami espinal, występującymi w dolnym biegu Parany.